# وین‌امپ
وین‌امپ (به انگلیسی: Winamp) یک مدیا پلیر مبتنی بر رایانه شخصی است که توسط جاستین فرانکل نوشته شده و اولین بار توسط نال‌سافت در سال ۱۹۹۷ برای پشتیبانی و اشتراک گذاری از فایل‌های ام‌پی‌تری عرضه شد و به‌سرعت محبوب شد. از ویژگی‌های این نرم‌افزار می‌توان به توانایی پخش فایل‌های صوتی و تصویری در فرمت‌های مختلف، دارای اکولایزر حرفه‌ای برای تنظیم پخش، توانایی ذخیره‌سازی لیست آهنگ‌های مورد علاقه در یک فایل چند کیلوبایت توانایی کپی سی‌دی به کمک ابزار موجود برای کپی فایل‌های صوتی و تصویری، توانایی تبدیل فرمت چندین فایل صوتی و قابلیت تغییر پوسته نرم افزار  و داشتن چند حالت آنالایزر یا همان رقص نور اشاره کرد.
از قابلیت‌های منحصر به فرد این برنامه این است که توانایی دسته‌بندی فایلهای خود را به صورت‌های گوناگون دارید که می‌توانید توابع مخصوص خود را بسازید که برای مثال در چه مدتی چه فایلهایی بیشتر استفاده شده‌اند. به فایلهای خود امتیاز دهید و در نهایت تابعی داشته باشید که خود به خود بروز می‌شود و فایلهایی که امتیاز بیشتر داده‌اید و بیشتر استفاده کرده‌اید در آن قرار بگیرند.
امکان دسترسی سریع و جستجوی فایلهای مورد نظر. همچنین با اتصال به اینترنت می‌توانید جزئیات موسیقی که اکنون در حال پخش است را ببینید.